# Andrei Dîrlău
Andrei-Emil Dîrlău (n. 15 noiembrie 1956, Alba Iulia, Alba, România) este un politician român, ales în 2024 senator din partea partidului Alianța pentru Unirea Românilor (AUR). 

## Tinerețe
Andrei-Emil Dîrlău s-a născut pe 15 noiembrie 1956, la Alba Iulia, municipiu din județul Alba, în Republica Populară Română.

## Carieră politică
Legislatura I (2024–prezent)

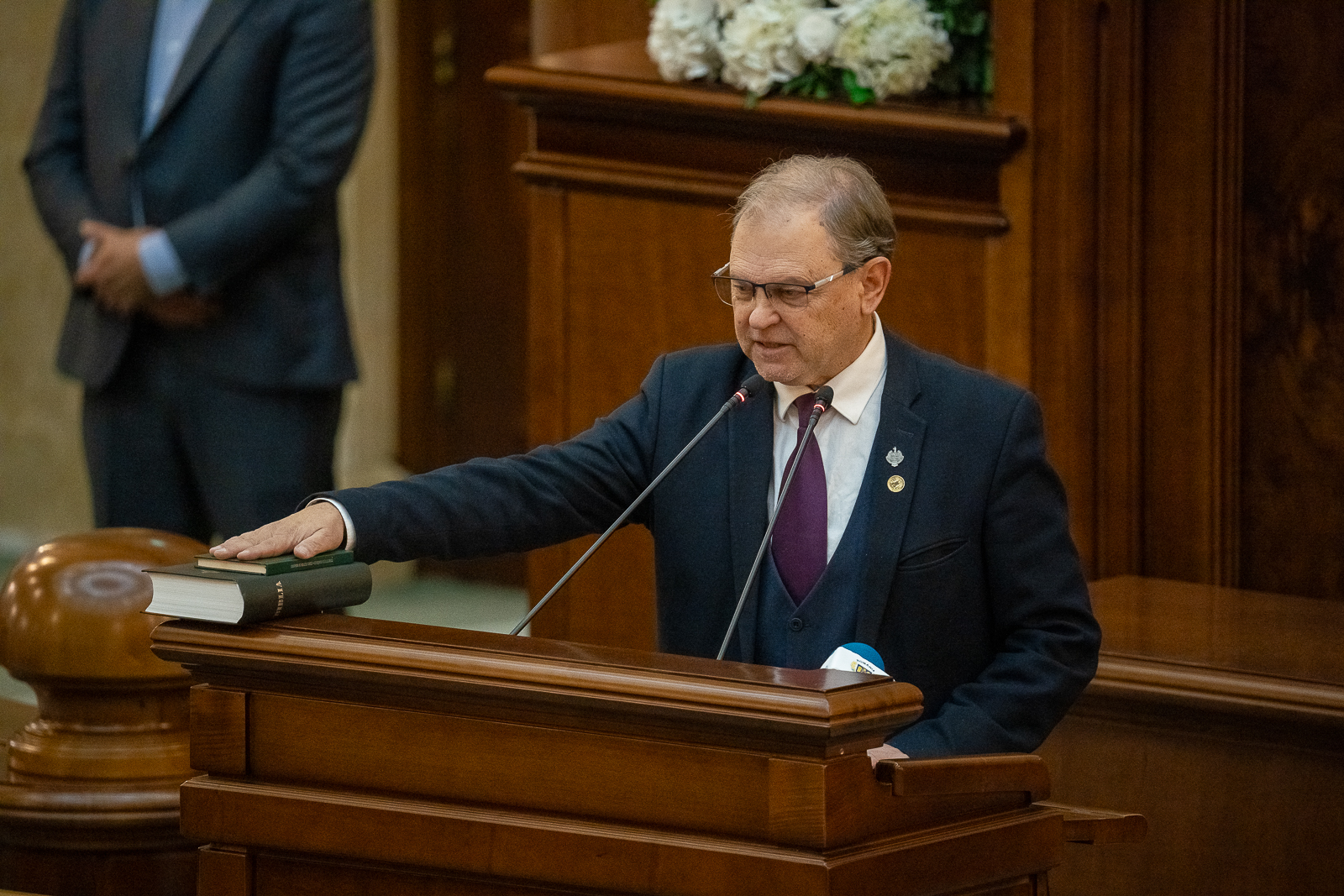
Dîrlău depunând jurământul, 21 decembrie 2024

După ce senatorul Claudiu Târziu a câștigat, la alegerile pentru Parlamentul European din 9 iunie 2024, un mandat de europarlamentar, în postul rămas vacant a fost numit Dîrlău. Calitatea de senator a lui Dîrlău a fost validată pe 17 iulie 2024. El a fost reales membru al Senatului României, în nume propriu, din partea partidului Alianța pentru Unirea Românilor, la alegerile parlamentare din 2024 pe 1 decembrie. În prezent, în calitate de senator, Dîrlău este secretarul Comisiei pentru transporturi și infrastructură. Din 30 iulie 2024, Dîrlău este membru al Comisiei pentru politică externă și al Comisiei pentru afaceri europene.